# Azochis rufifrontalis
Azochis rufifrontalis là một loài bướm đêm trong họ Crambidae.